# Gołąbek bukolubny
Gołąbek bukolubny (Russula zonatula Ebbesen & Jul. Schäff.) – gatunek grzybów należący do rodziny gołąbkowatych (Russulaceae).

## Systematyka i nazewnictwo
Pozycja w klasyfikacji według Index Fungorum: Russula, Russulaceae, Russulales, Incertae sedis, Agaricomycetes, Agaricomycotina, Basidiomycota, Fungi.
Po raz pierwszy opisali go w 1952 roku G. Ebbesen i Julius Schäffer w Niemczech. Polską nazwę zarekomendował w 2003 r. Władysław Wojewoda.

## Morfologia
Kapelusz
Średnica 2–5 cm, skórka gładka, długo zachowująca tłusty połysk, o barwie od agrestowej do prawie czarnoczerwonej. Może blaknąć, przybierając barwę cielistoczerwoną lub miedzianą, a także przybierać odcienie żółtawe lub matowooliwkowe. Zazwyczaj pomiędzy środkiem a brzegiem znajduje się strefa o bogatej barwie, środek jest zazwyczaj ciemniejszy, brzeg jest często fioletowy. Brzeg mniej lub bardziej nierówny i prążkowany, przynajmniej u dojrzałych okazów, skórka daje się usunąć do połowy promienia.
Blaszki
Brzuchate i dość delikatne, dość gęste i u podstawy połączone anastomozami, tępe i nieco zbiegające na trzon, początkowo blade, następnie kremowe, słomkowożółte i na końcu niemal ochrowożółte.
Trzon
Wysokość do 3–4 cm, grubość 0,7–1 cm, walcowaty, gąbczasty, czasami pusty. Powierzchnia o barwie od lekko ochrowej do rdzawej, zwłaszcza u podstawy, lekko pomarszczona.
Miąższ
Biały, lekko żółty i prawie bezwonny. Ma dość łagodny smak, ale w blaszkach jest wyraźnie pikantny.
Wysyp zarodników
Żółty.
Cechy mikroskopowe;
Zarodniki 6–8(–9) × 5–7(–8) µm, pokryte drobnymi lub średniej wielkości, odizolowanymi brodawkami, z których niektóre są połączone cienkimi listewkami. Podstawki, 31–35 × 9,5–10,5 µm, 4-sterygmowe. Pleurocystydy liczne, 60–95 × (6,5) 8–10,5 µm, wybarwiające się w sulfowanilinie. Pileocystydy cylindryczne o szerokości 5–7 µm z 3-4 septami. Końcowe komórki skórki kapelusza mają szerokość 2–3 µm.

## Występowanie i siedlisko
Podano stanowiska w Ameryce Północnej, Europie i azjatyckiej części Turcji, najwięcej w Europie. W Polsce W. Wojewoda w 2003 r. przytoczył dwa stanowiska, w późniejszych latach podano następne.
Naziemny grzyb mykoryzowy występujący w lasach pod bukami. Jest niejadalny.